# ثعلب عنکبوتی برازنده

ثعلب عنکبوتی برازنده (نام علمی: Caladenia elegans)، گونه‌ای ثعلب بومی منطقه کوچکی در نزدیکی ساحل جنوب غربی استرالیای غربی است. شبیه ثعلب عنکبوتی معمولی (C. vulgata) است و اغلب با آن رشد می‌کند، اما گل‌های آن رنگ متفاوتی دارند و C. elegans معمولاً در خاک‌هایی با زهکشی ضعیف رشد می‌کند. تنها حدود ۲۳۰۰ گیاه در سال ۲۰۱۶ به‌جا مانده است.
Caladenia elegans یک گیاه برگ‌ریز زمینی و چندساله با غده زیرزمینی است که اغلب به صورت توده‌هایی با حداکثر هشت گیاه یا بیشتر رشد می‌کند. دارای یک برگ منفرد راست و مودار، ۶۰–۱۲۰ میلیمتر (۲–۵ اینچ) طول و ۲–۵ میلیمتر (۰٫۰۸–۰٫۲ اینچ) پهنا است.
این گونه شبیه به C. vulgata است اما در داشتن گل‌های زرد لیمویی و کالوس‌های زرد درخشان متفاوت است. این دو گونه در چند مکان دورگه‌زایی دارند.